# Bombori
Bombori (auch: Pumpuri) ist eine Ortschaft im Departamento Potosí im Hochland des südamerikanischen Andenstaates Bolivien.

## Lage im Nahraum
Bombori ist der größte Ort des Kanton Ayoma im Municipio San Pedro de Macha in der Provinz Chayanta. Die Ortschaft liegt auf einer Höhe von 3841 m am Zusammenfluss des Río Pumpuri mit dem Río Toromayu, die sich hier zu dem nach Norden fließenden Río Chijmuri vereinigen, der über den Río Jalsuri zum Río Grande fließt.

## Geographie
Bombori liegt am östlichen Rand des bolivianischen Altiplano vor der Cordillera Azanaques, die ein Teil der Gebirgskette der Cordillera Central ist. Das Klima der Region ist ein typisches Tageszeitenklima, bei dem die mittleren täglichen Temperaturschwankungen deutlicher ausfallen als die jahreszeitlichen Schwankungen.
Die Jahresdurchschnittstemperatur der Region liegt bei 4 °C (siehe Klimadiagramm Cruce Culta) und schwankt zwischen 0 °C im Juni und Juli und 6 °C von November bis Januar. Der Jahresniederschlag beträgt nur 350 mm, bei einer ausgeprägten Trockenzeit von April bis Oktober mit Monatsniederschlägen unter 15 mm, und nennenswerten Niederschlägen nur von Dezember bis März mit 60 bis 80 mm Monatsniederschlag.

## Verkehrsnetz
Bombori liegt in einer Entfernung von 136 Straßenkilometern nördlich von Potosí, der Hauptstadt des gleichnamigen Departamentos.
Von Potosí führt die asphaltierte Nationalstraße Ruta 1 in nördlicher Richtung 109 Kilometer bis Cruce Culta und weiter über Oruro nach El Alto, der Nachbarstadt von La Paz, und nach Desaguadero am Titicaca-See.
In Cruce Culta zweigt eine asphaltierte Landstraße in nordöstlicher Richtung nach Pampa Colorada und Macha ab, die nach fünfzehn Kilometern einen nach Nordwesten führenden Abzweig erreicht, der über die Ortschaft Uluchi in das zwölf Kilometer entfernte Bombori führt.

## Bevölkerung
Die Einwohnerzahl der Ortschaft ist in dem Jahrzehnt zwischen den beiden letzten Volkszählungenen um fast die Hälfte angestiegen:
| Jahr | Einwohner         | Quelle       |
| ---- | ----------------- | ------------ |
| 1992 | keine Detaildaten | Volkszählung |
| 2001 | 439               | Volkszählung |
| 2012 | 628               | Volkszählung |
| 2024 |                   | Volkszählung |

Die Region weist einen deutlichen Anteil an Quechua-Bevölkerung auf, im Municipio Challapata sprechen 59,2 Prozent der Bevölkerung Quechua.